# Монте-Сан-Джованні-Кампано
Монте-Сан-Джованні-Кампано (італ. Monte San Giovanni Campano) — муніципалітет в Італії, у регіоні Лаціо,  провінція Фрозіноне.
Монте-Сан-Джованні-Кампано розташоване на відстані близько 95 км на схід від Рима, 14 км на схід від Фрозіноне.
Населення — 13 000 осіб (2014).

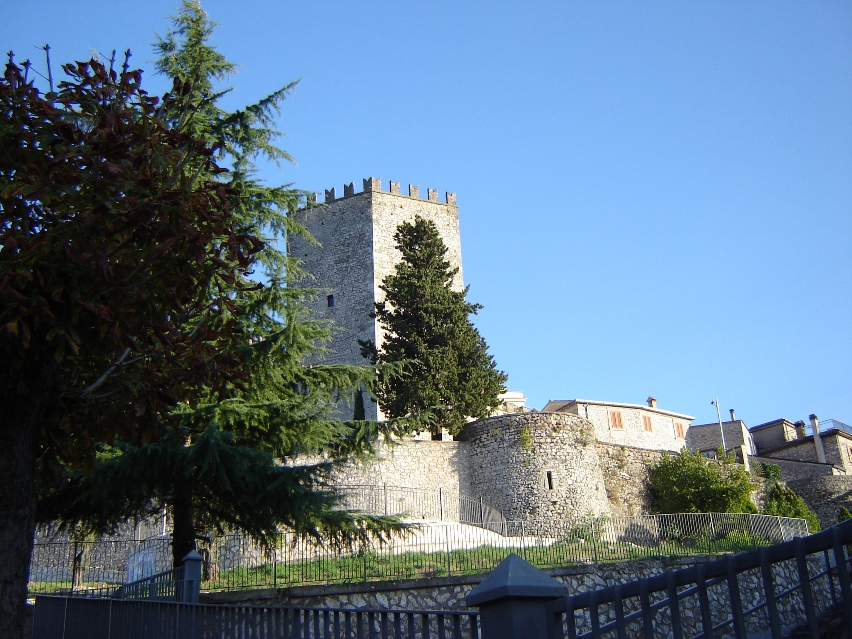

Щорічний фестиваль відбувається 7 березня. Покровитель — San Tommaso d'Aquino - Maria SS.ma del Suffragio.

## Демографія
Населення за роками:

Станом на 1 січня 2023 року в муніципалітеті офіційно проживало 448 іноземців з 34 країн, серед них 263 громадяни країн Євросоюзу та 10 громадян України.

## Сусідні муніципалітети
- Арче
- Арпіно
- Бовілле-Ерніка
- Кастеллірі
- Фонтана-Лірі
- Сора
- Странголагаллі
- Веролі

## Персоналії
- Джованні Томмазо Чімелло — поет та музикант XVI ст.